# Old Mother Hubbard (film 1918)
Old Mother Hubbard è un cortometraggio muto di propaganda del 1918 diretto da Henry Edwards.

## Produzione
Il film fu prodotto dalla Hepworth.

## Distribuzione
Distribuito dal Ministry of Information, il film - un cortometraggio di 45,72 metri - uscì nelle sale cinematografiche britanniche nel luglio 1917.
Fu distrutto nel 1924 dallo stesso produttore, Cecil M. Hepworth. Fallito, in gravissime difficoltà finanziarie, Hepworth pensò in questo modo di poter almeno recuperare il nitrato d'argento della pellicola.